# Каламонас
Каламонас (грч. Καλαμώνας) је насељено место у општини Доксат у периферији Источна Македонија и Тракија, Грчка. Према попису из 2021. године било је 509 становника.
Према бугарском географу и историчару, Василу Канчову, у Каламонасу је 1900. године живело 150 Рома муслимана. Каламонас је било читлучко насеље које је током Балканских ратова страдало, због чега је било напуштено. Касније се део мештана вратио те је 1920. имало 96 житеља. Године 1923. муслиманско становништво је принудно исељено у Турску а на њихово место су насељене грчке избегличке породице, којих је на попису из 1928. године било 386. Село се раније звало Бошинос.